# Mjäldrunga kyrka
Mjäldrunga kyrka ligger i den nordöstra delen av Herrljunga kommun. Den tillhör sedan 2021 Herrljungabygdens församling (tidigare Mjäldrunga församling) i Skara stift. 

## Kyrkobyggnaden
Mjäldrunga kyrka vid ett vägskäl på en mindre höjd. Den är ursprungligen byggd i granit i romansk stil, troligen på 1100-talet och har mycket tjocka väggar. Det är en tornlös absidkyrka med triumfbåge. I väster finns ett vapenhus i trä och i norr en 1922 tillbyggd sakristia. Fasaden har vit spritputs. Sadeltaket är spåntäckt. Tvåluftsfönstren är romanska med sex rutor och grå bågar. I korabsiden finns små romanska fönster och i kortaket fragmentariska målningar med änglar som frambär hälsningen: Ära vare Gud i höjden och frid på jorden. Läktarbröstningen är rikt utformad med sniderier, som 1940 restaurerades och återfick sin ursprungliga färg.  
Klockstapeln i trä har faluröd lockläktpanel och spåntak.

## Inventarier
- Dopfunt av sandsten tillverkad omkring år 1200 i två delar med höjden 87 cm. Cuppan är rundad med ett upptill utsparat band, därefter en vulst och tre koncentriska upphöjda, utsparade falsar. Undersidan är skrånande. Foten är cylindrig med en skrånande överdel. Centralt uttömningshål. Funten har tidvis använts upp-och-ned.[1]
- Predikstol från 1600-talet med kassettfyllningar.
- Trästaty av Johannes döparen från 1400-talet.
- Järnbeslagen offerkista från 1200-talet som står i sakristian.

### Klockor
Storklockan är troligen tillkommen omkring 1530. Den har en inskrift på svenska som i modern form kan tolkas: Gud och S. Hippolytus hjälpte alla som ha hjälpt till [med gjutningen]. 

### Orgel
- Tidigare använde man ett harmonium.
- Orgeln, som är placerad på västra läktaren, har åtta stämmor, fördelade på två manualer och pedal och är tillverkad 1956 av Tostareds Kyrkorgelfabrik, Tostared.[3] Medel för inköpet samlades in församlingsmedlemmarna, vartill kom en större donation från en svenskamerikan. Orgeln är pneumatisk.

| Huvudverk I   | Svällverk II      | Pedal      | Koppel   |
| Gedakt 8´     | Rörflöjt 8´       | Subbas 16´ | I/P      |
| Principal 4'  | Gemshorn 4'       |            | II/P     |
| Mixtur 3 chor | Principal 2'      |            | II/I     |
|               | Sifflöjt 1'       |            | II 16'/I |
|               | Crescendosvällare |            |          |

## Exteriörbilder

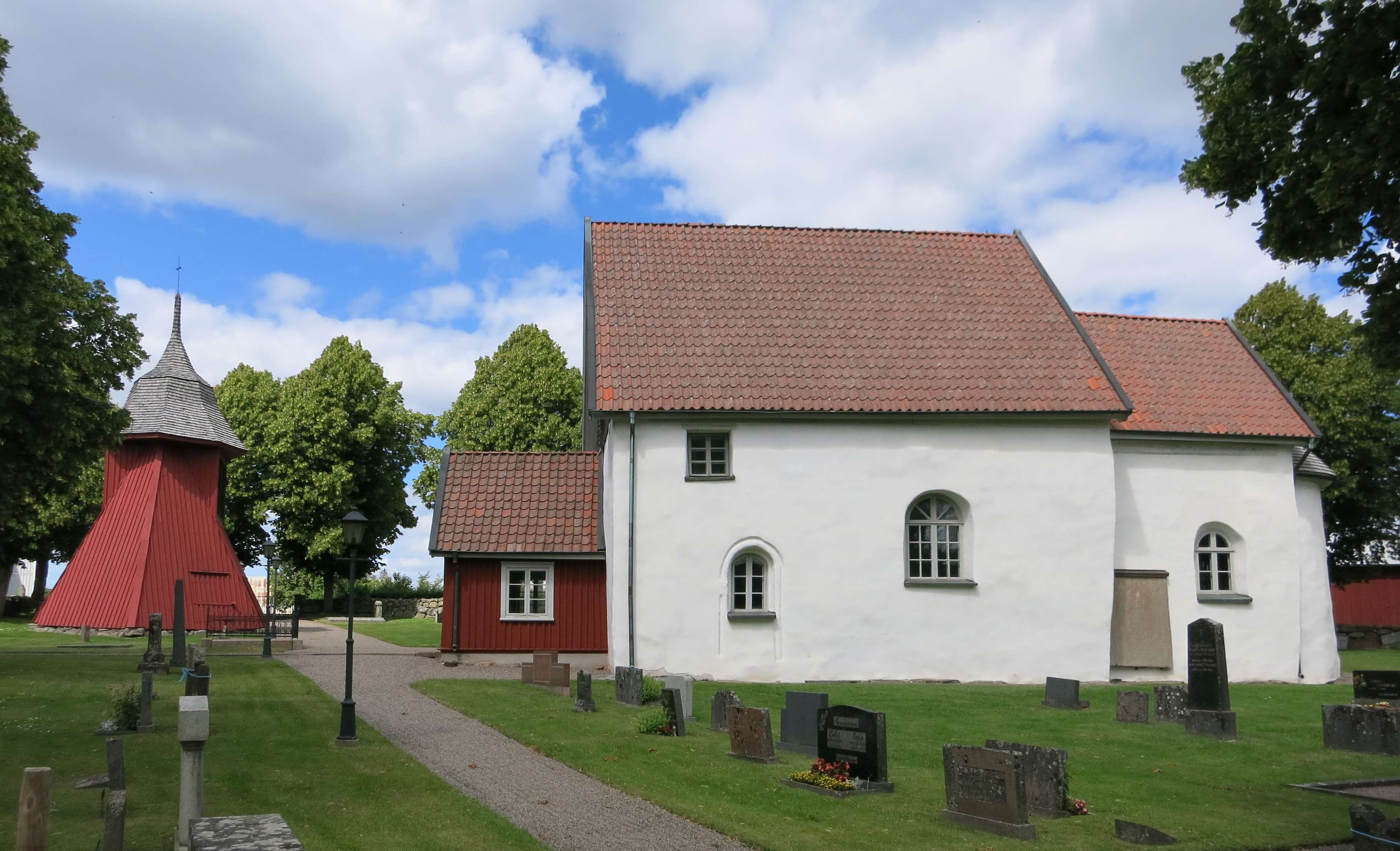
Kyrkan med kockstapel från söder.
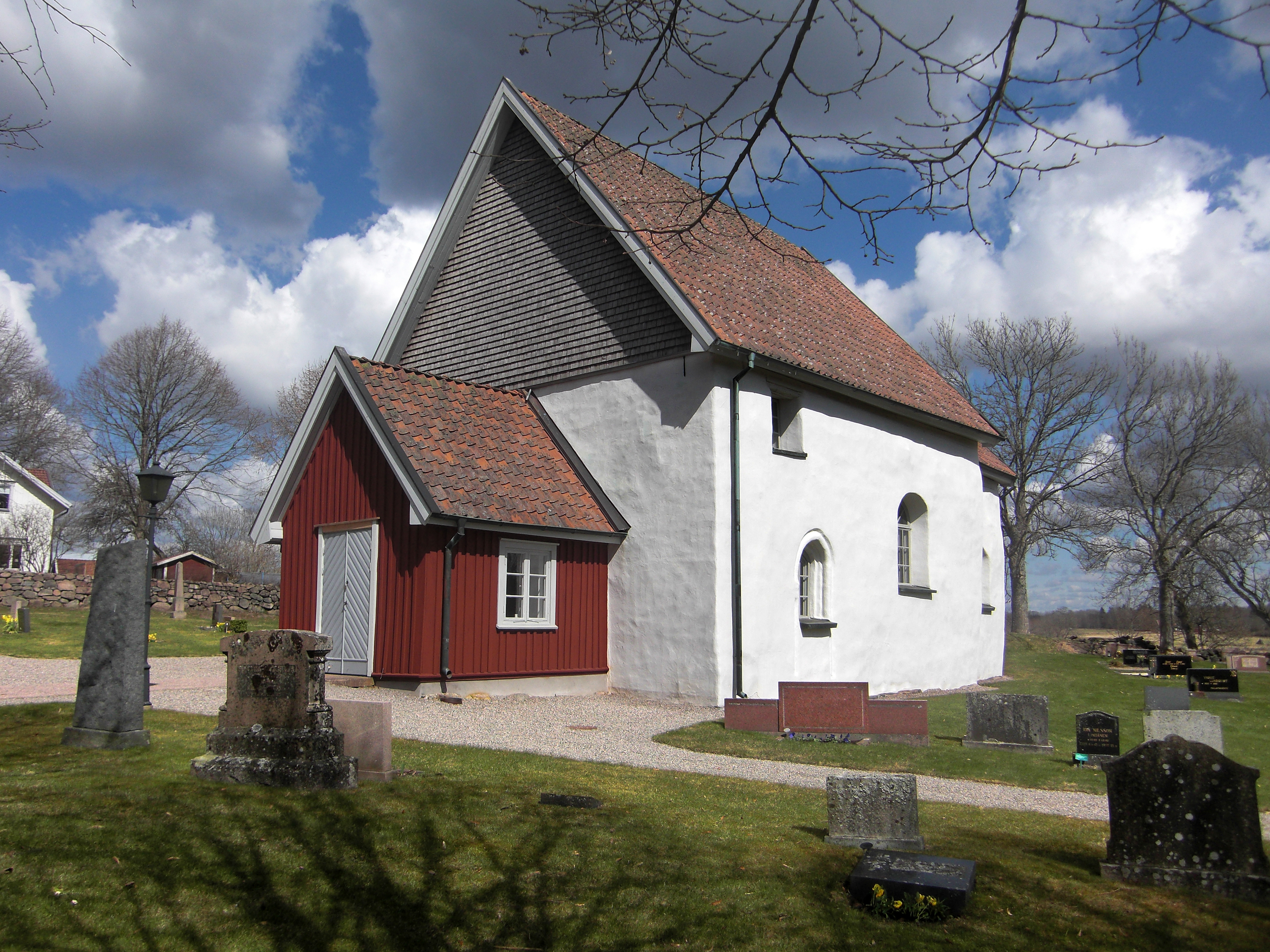
Kyrkan sedd från sydväst.
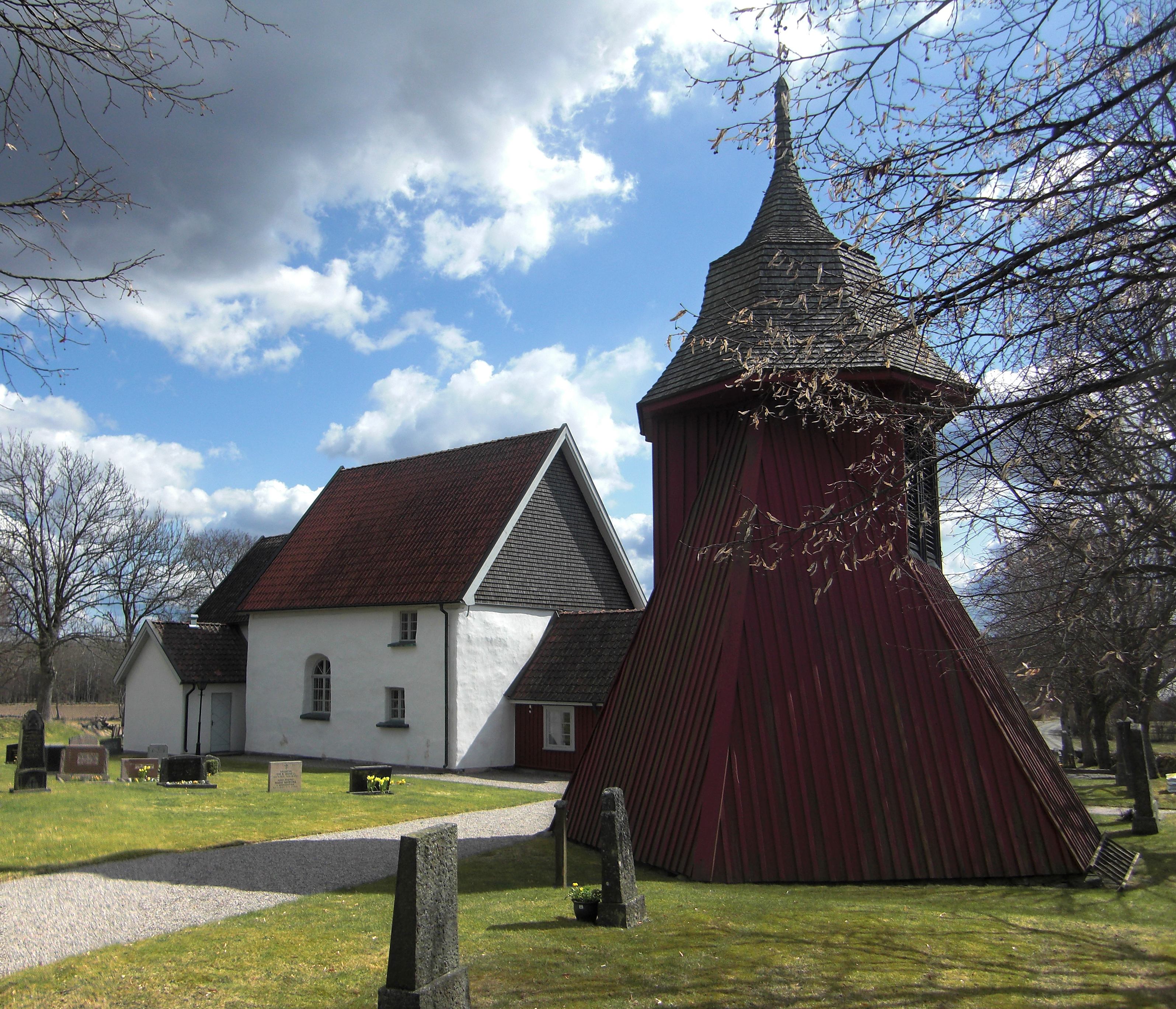
Kyrkan och klockstapeln sedda från nordväst.
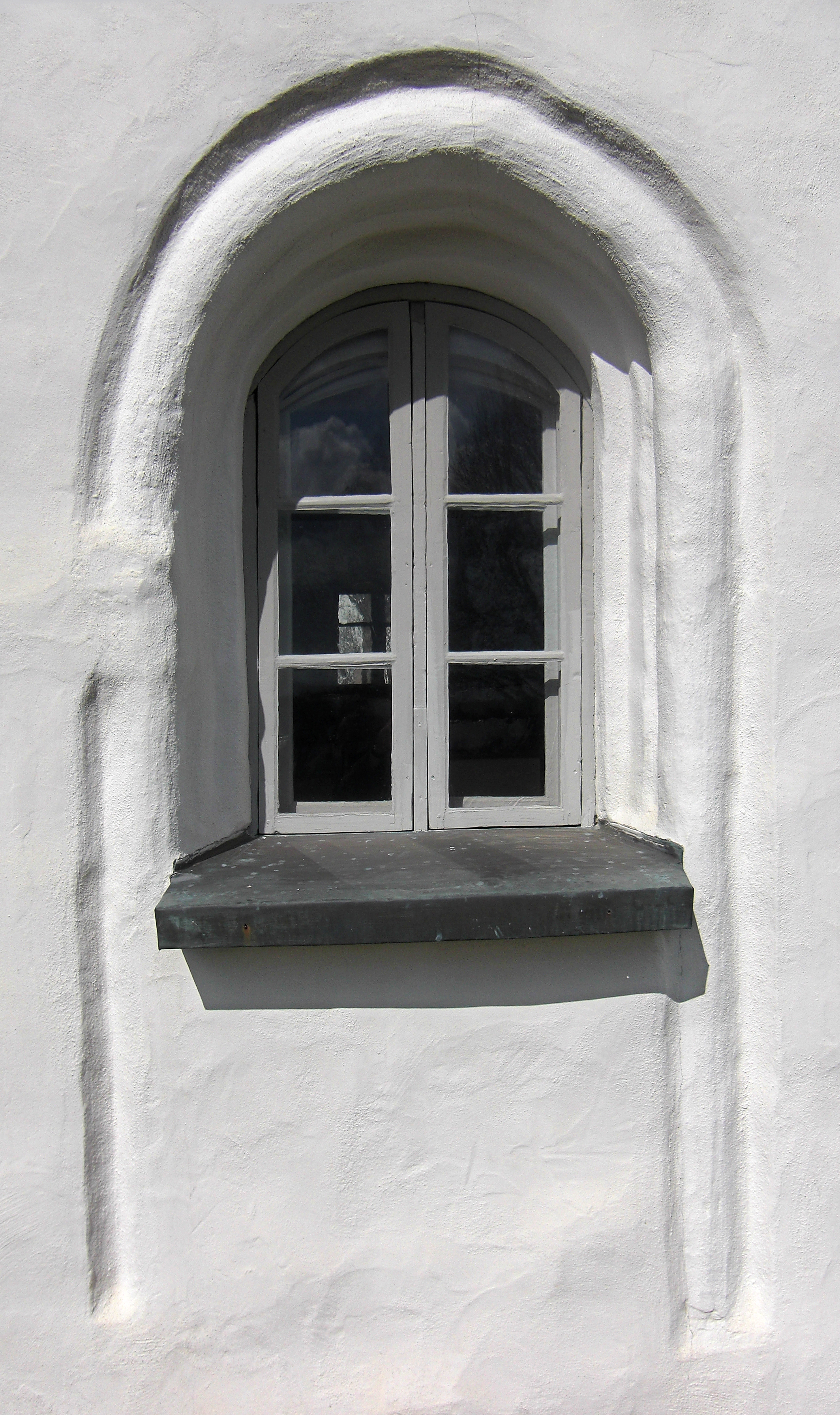
Kyrkfönstret i den gamla söderportalen.
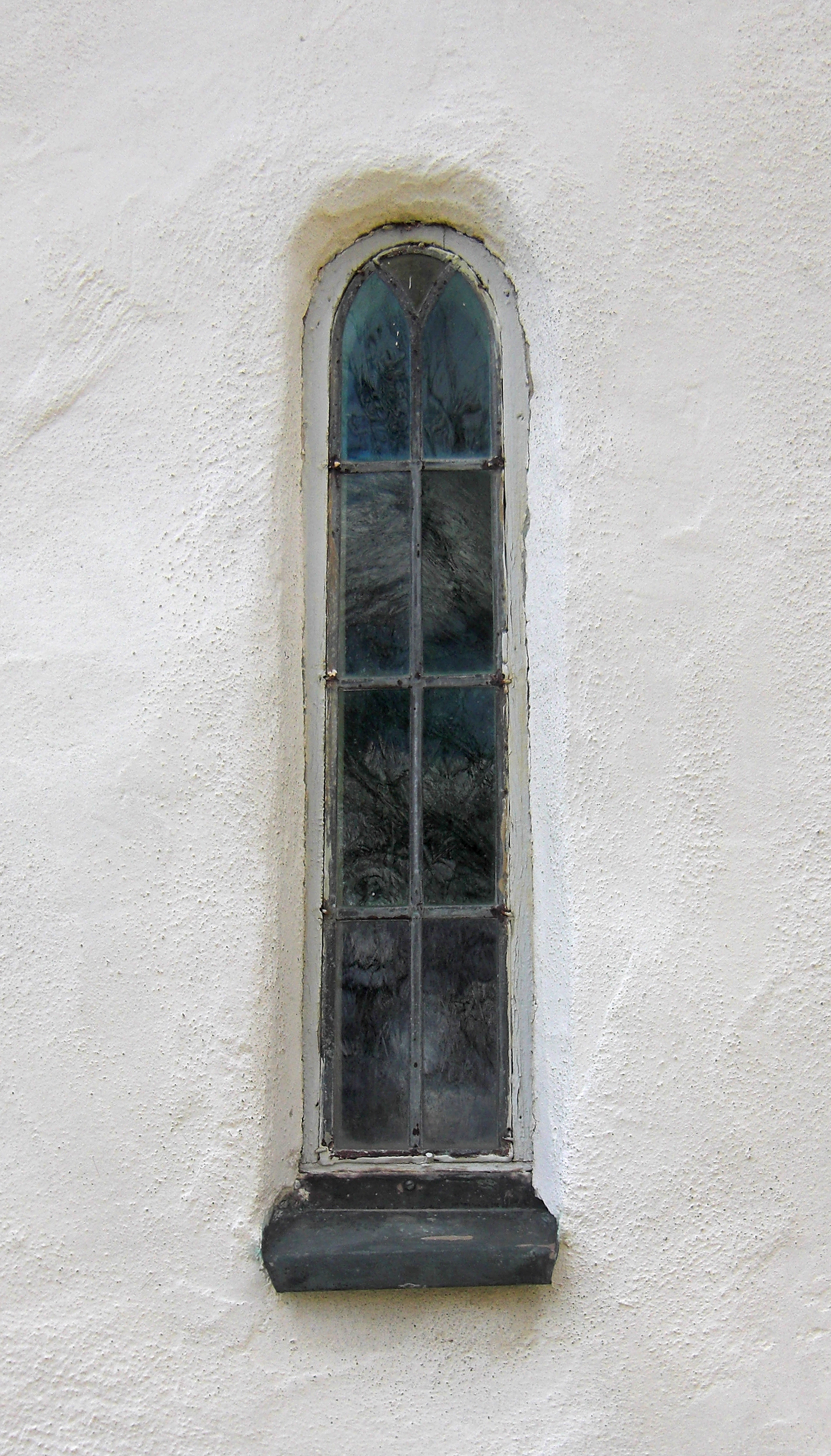
Absidfönster sett utifrån.

## Interiörbilder

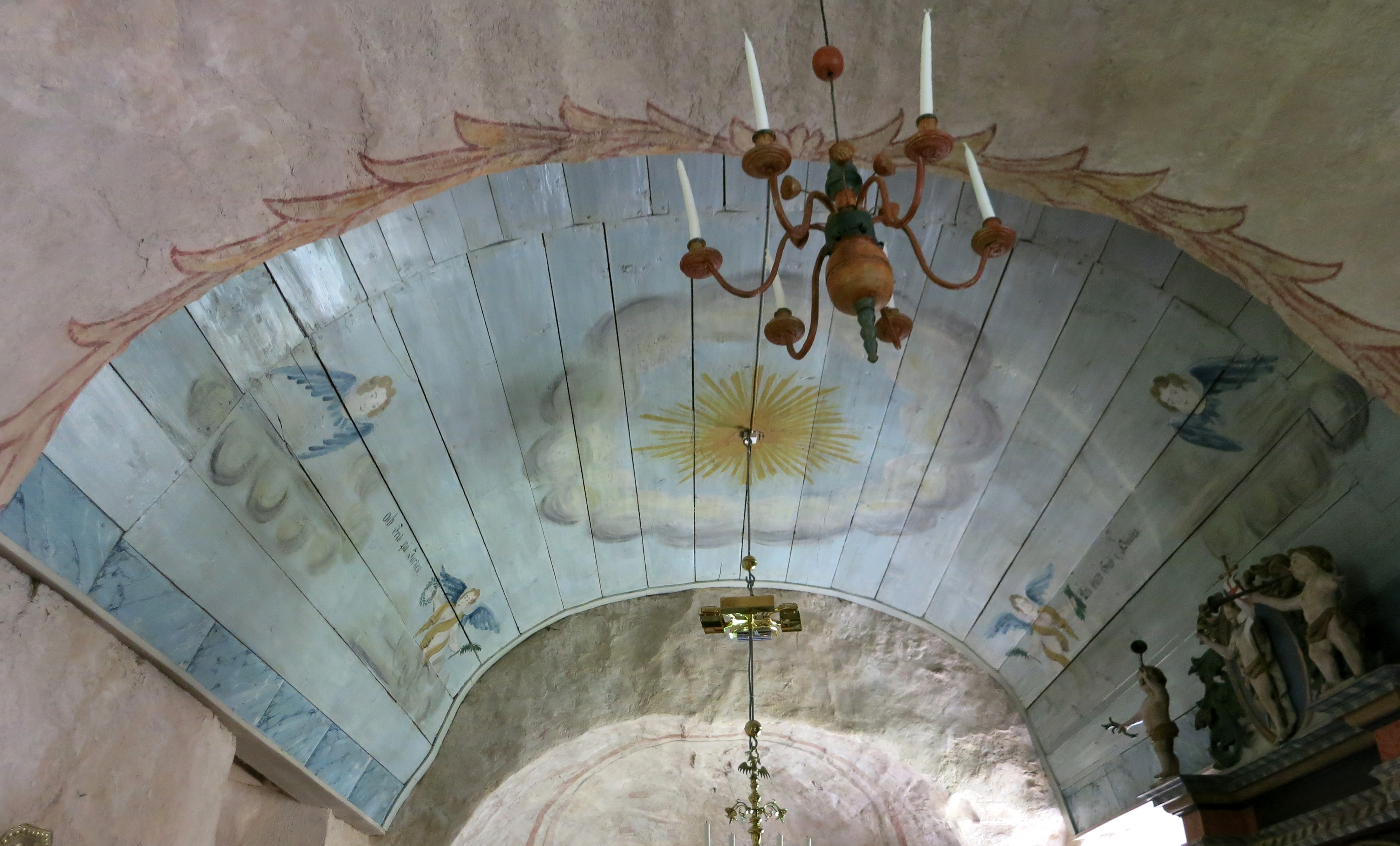
Takmålning.
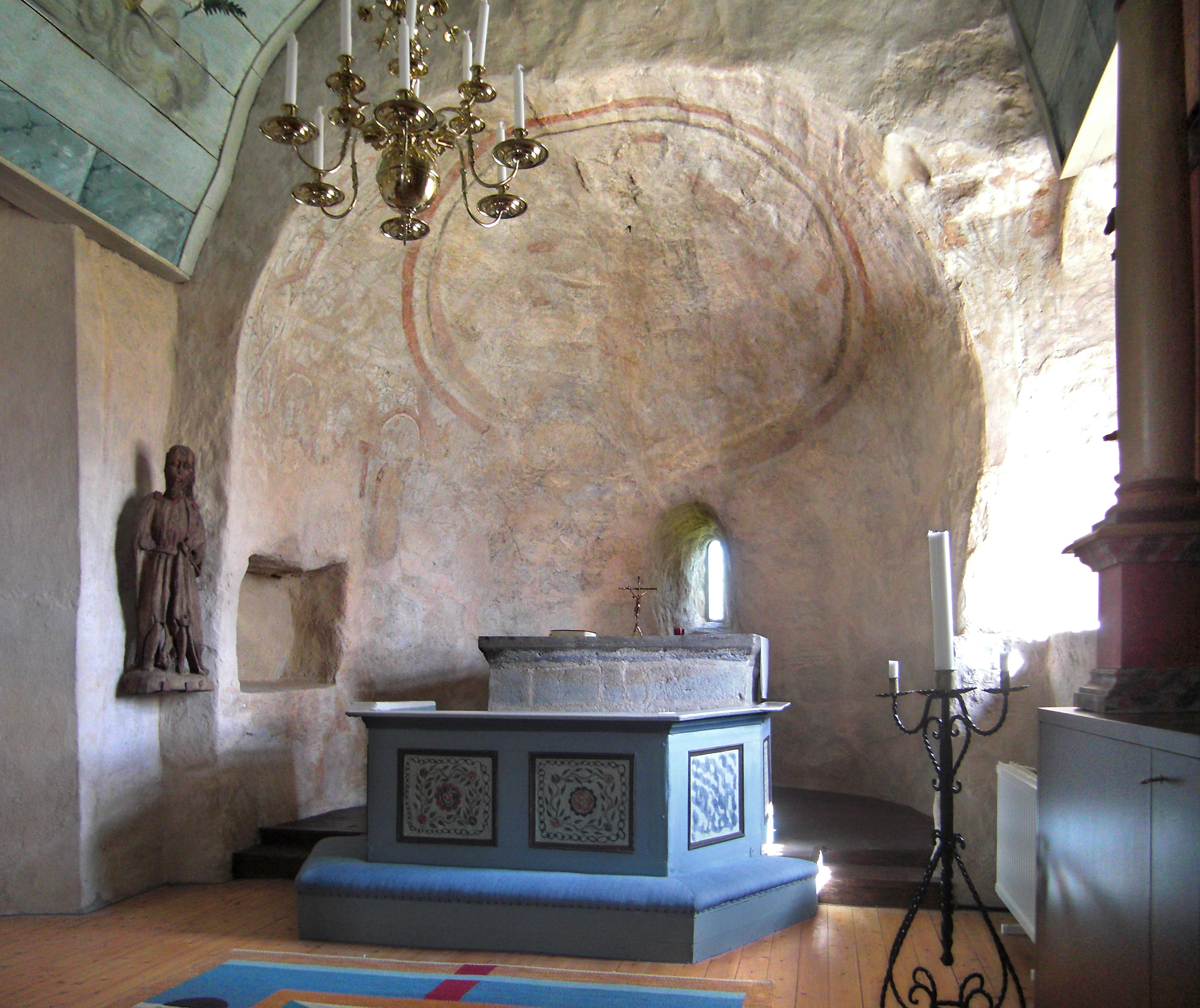
Absidkoret i Mjäldrunga kyrka.
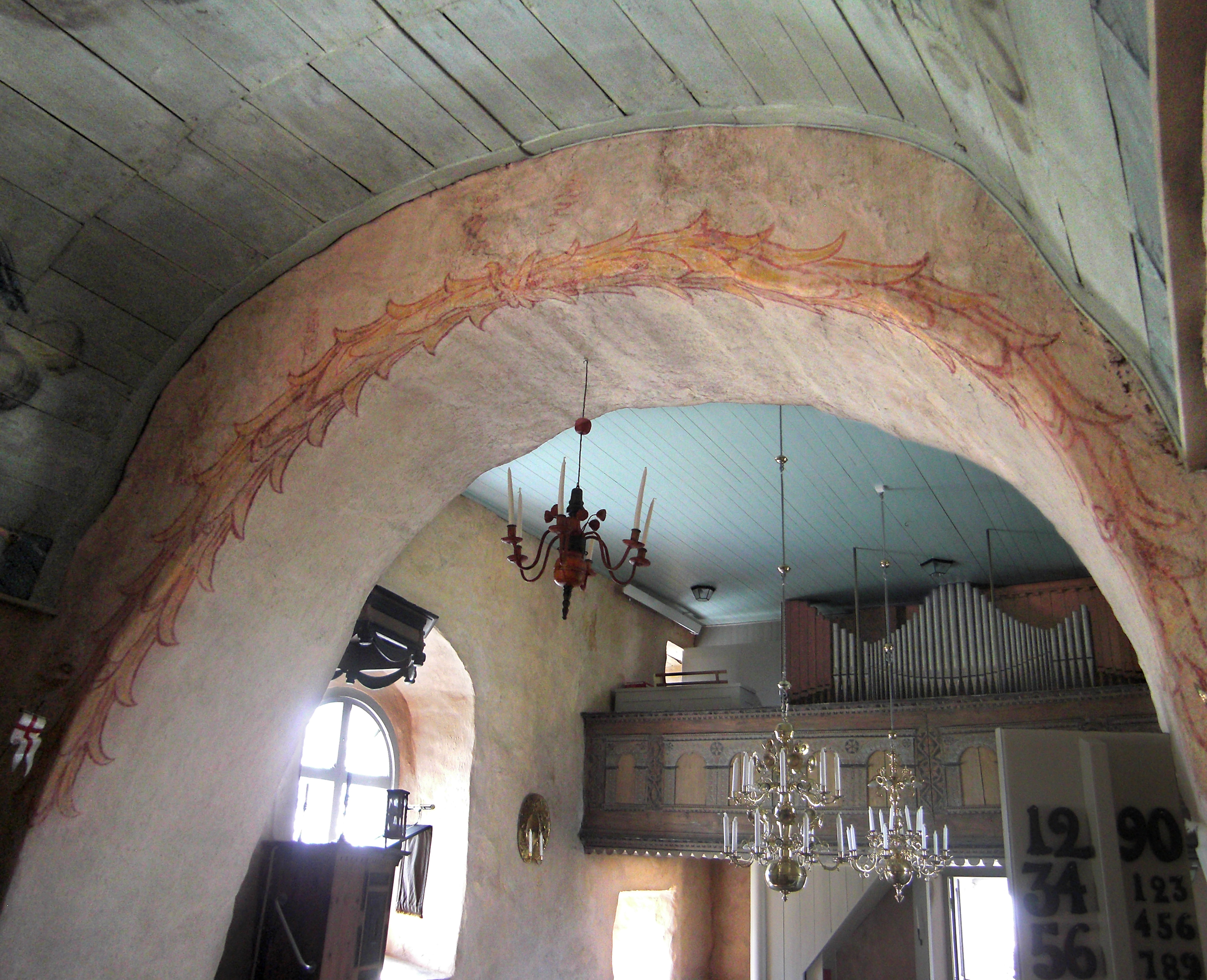
Triumfbågen sedd inifrån koret.
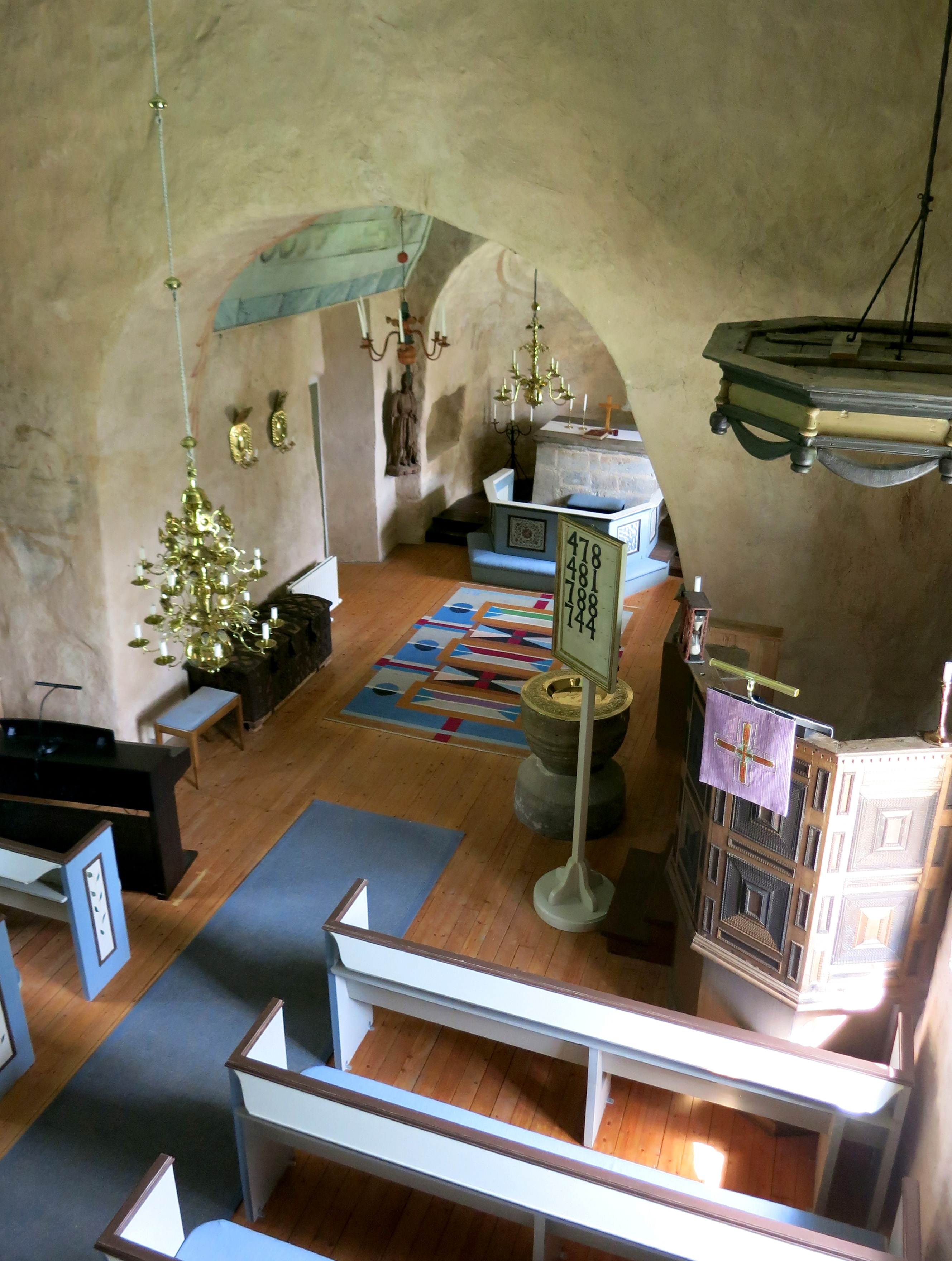
Truimfbågen sedd mot altaret.
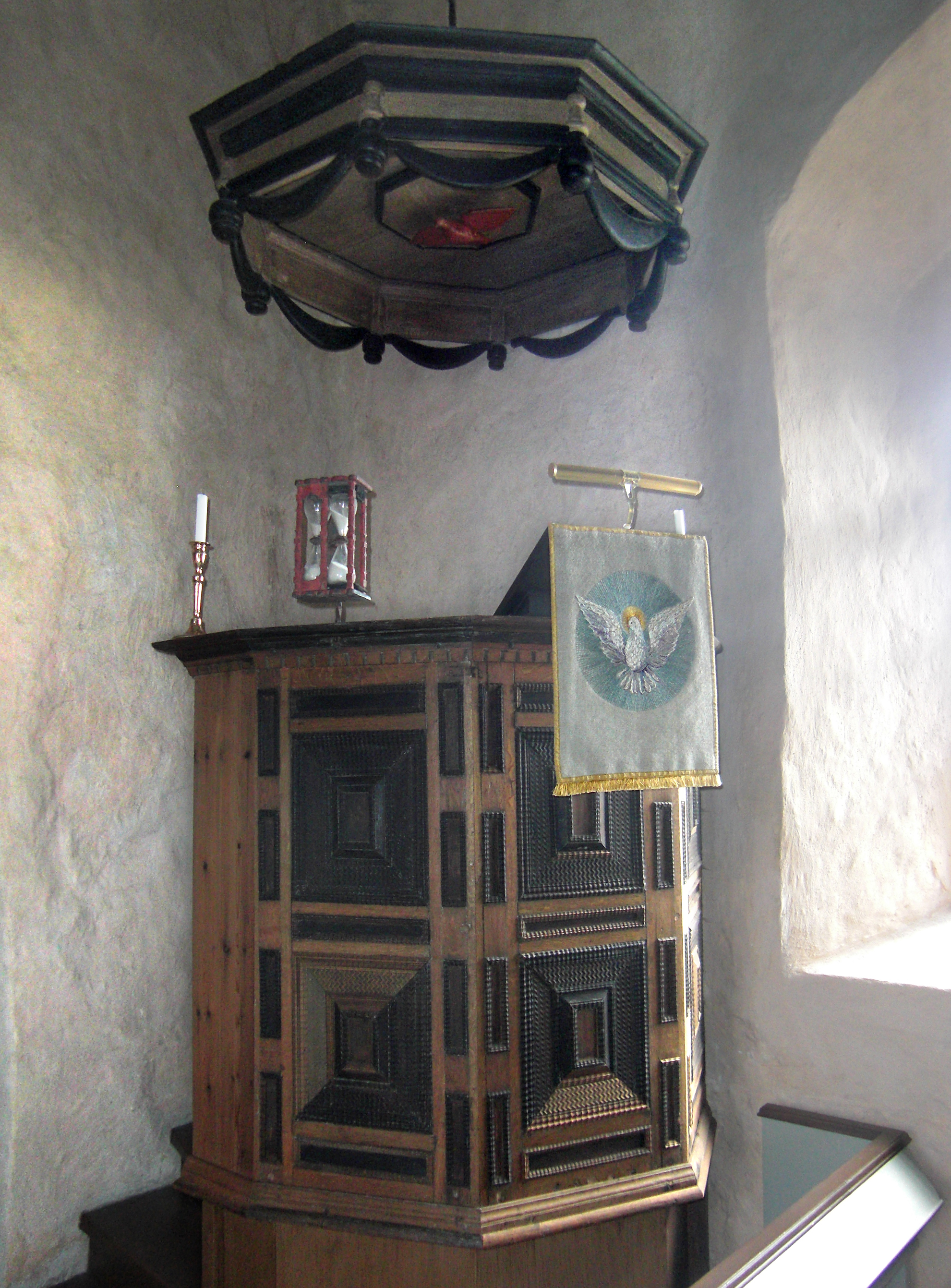
Predikstolen.
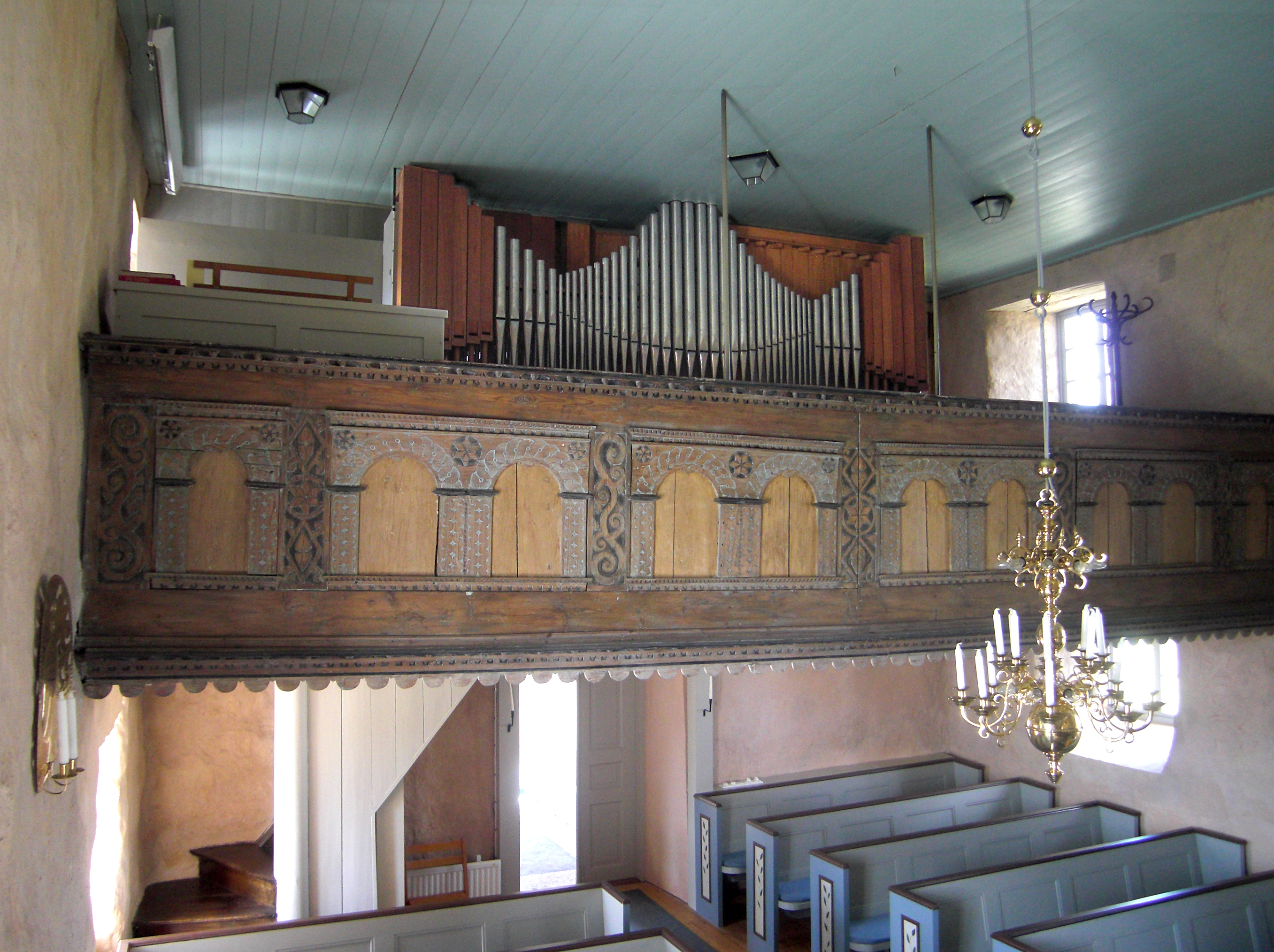
Orgelläktaren med träsniderier.

## Inventarier

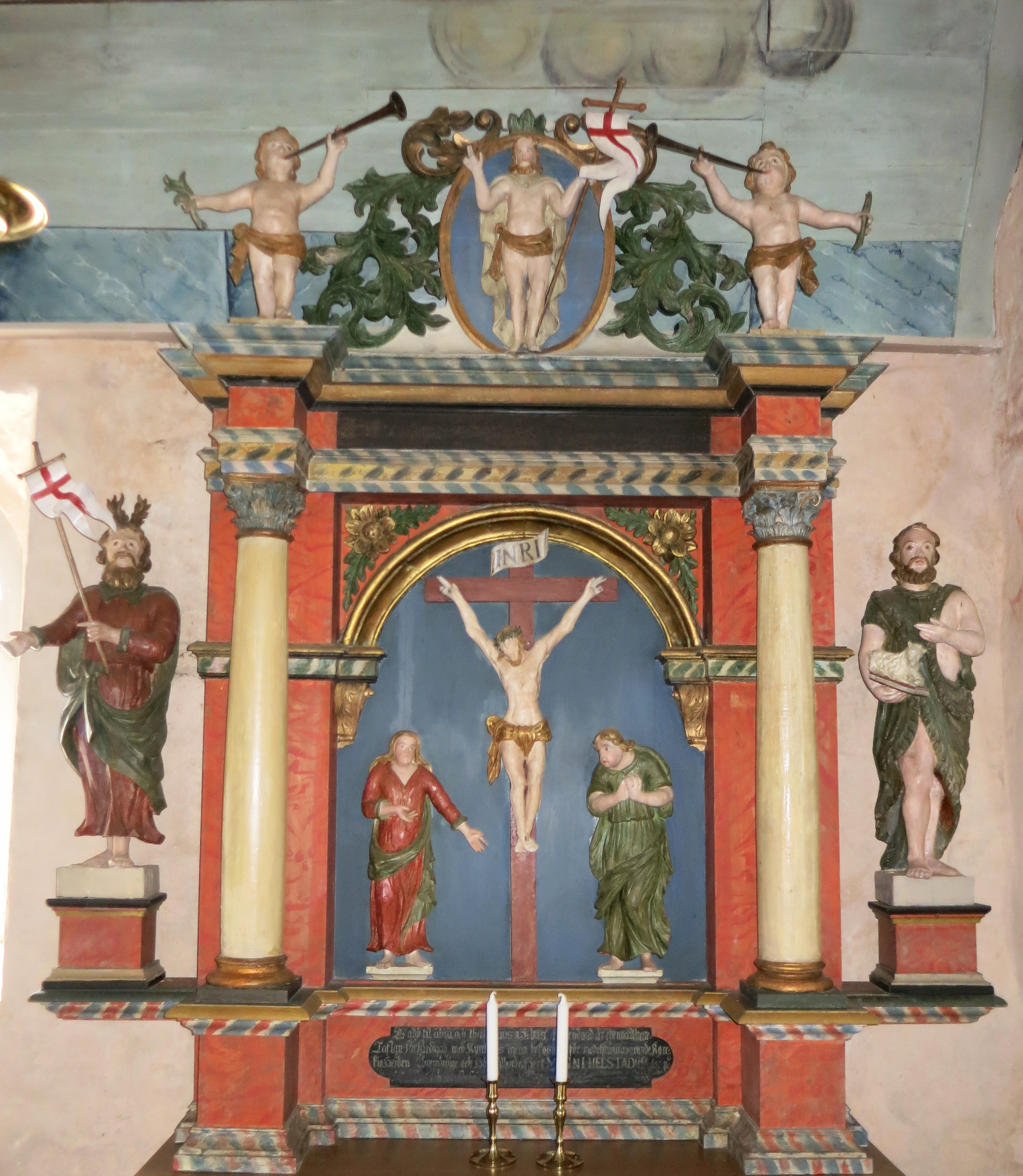
Sidoaltaret.
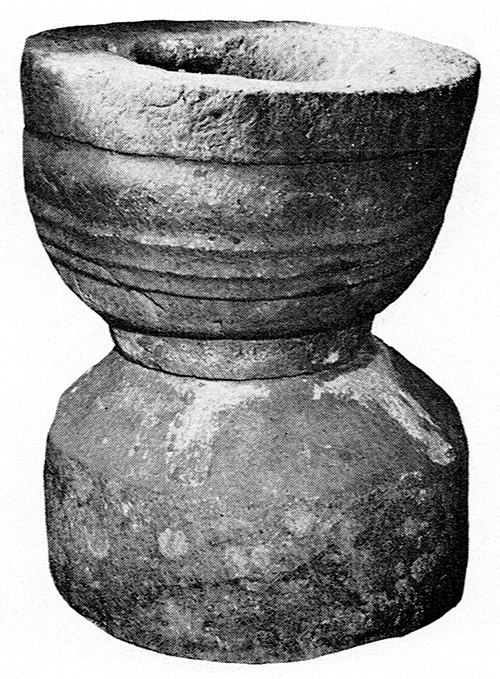
Dopfunten.
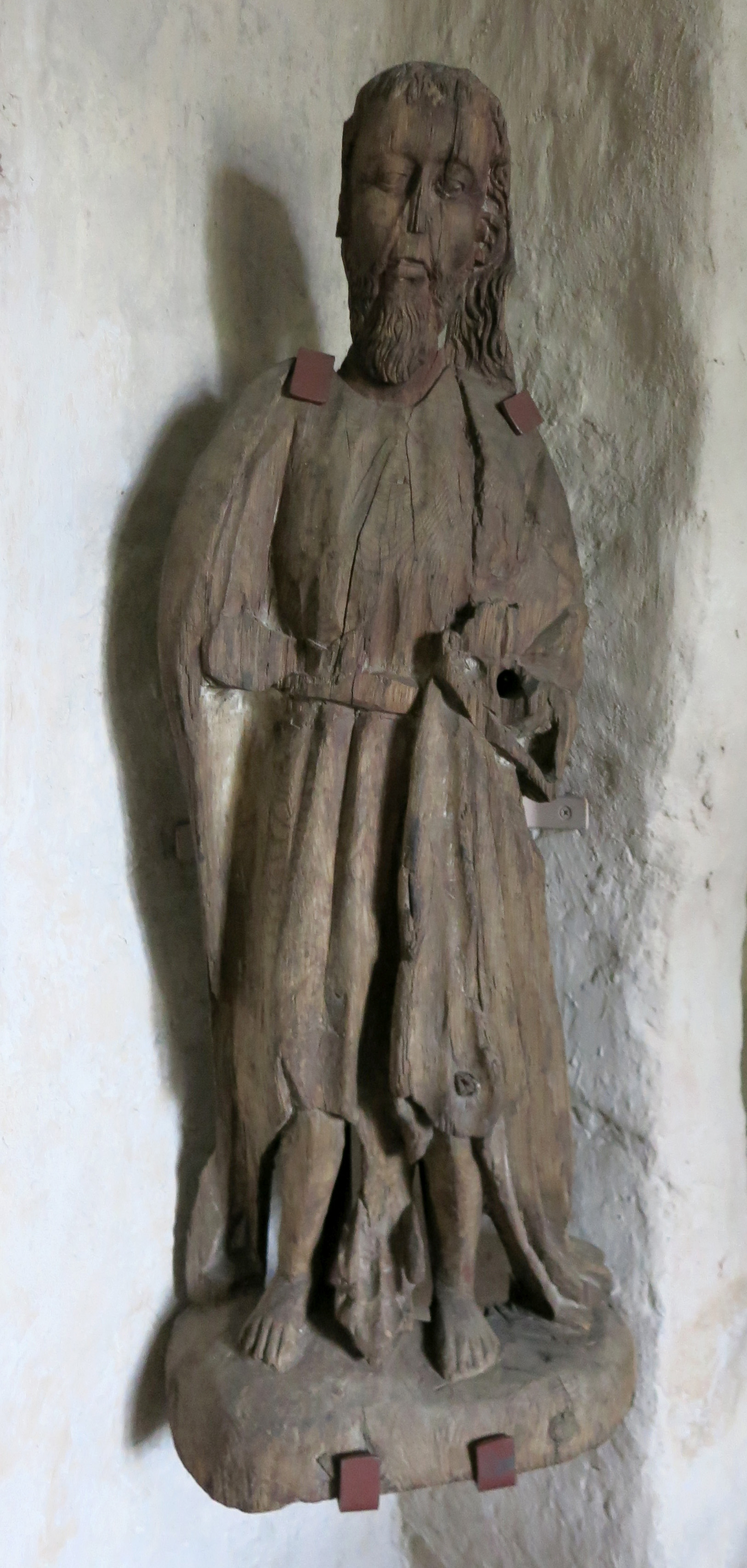
Trästaty av Johannes döparen.
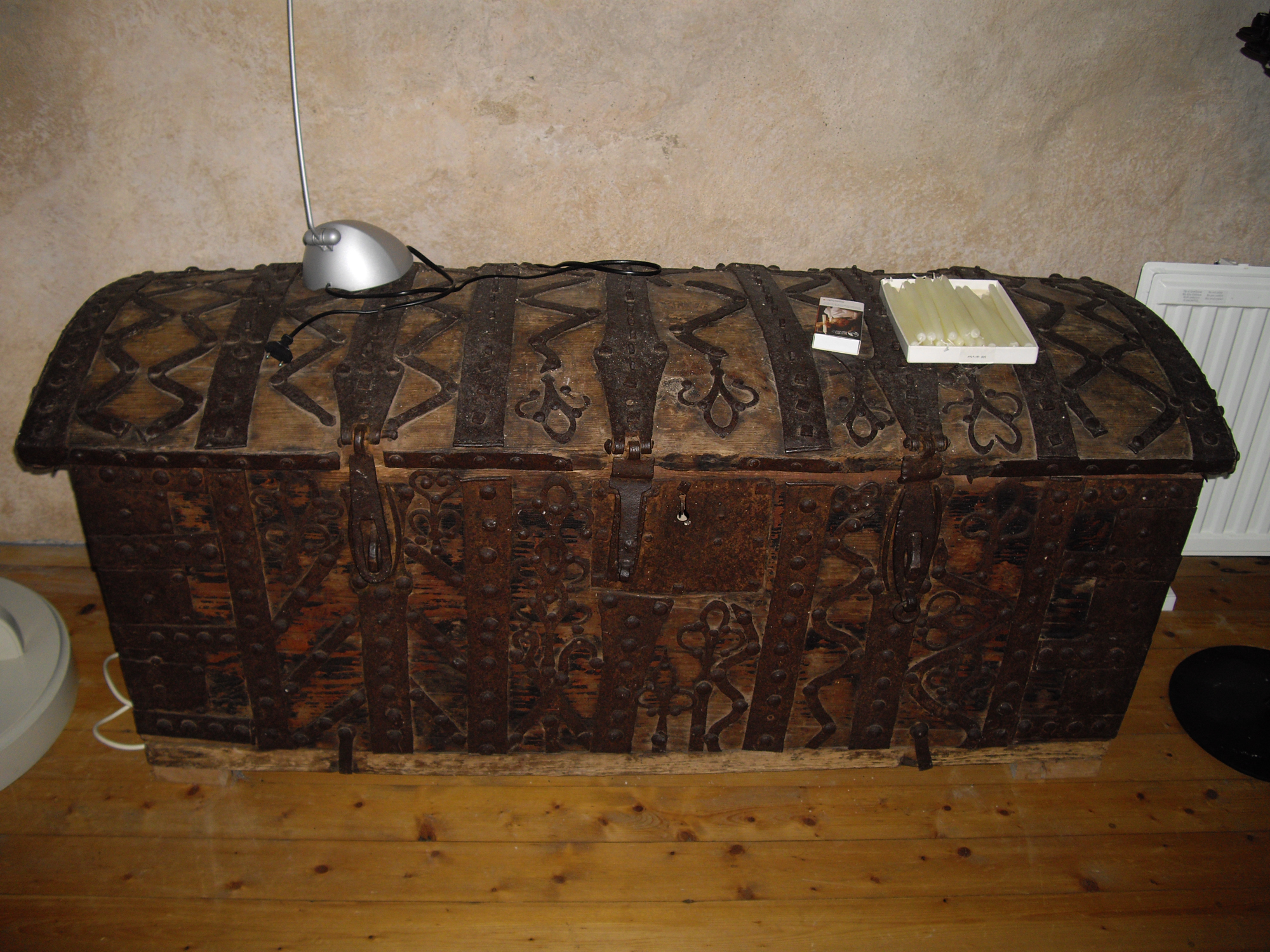
Offerkista från 1200-talet.